# Big Otter Creek (Eriesee)
Der Big Otter Creek ist ein etwa 98 km langer Zufluss des Eriesees in der kanadischen Provinz Ontario.

## Flusslauf
Der Big Otter Creek durchfließt die Countys Brant, Norfolk, Oxford und Elgin im Süden von Ontario. Er entsteht am Zusammenfluss zweier Quellbäche 6,6 km ostnordöstlich von Norwich. Er fließt in südwestlicher Richtung durch eine von der Landwirtschaft stark geprägte Landschaft. Der Fluss bildet unzählige Flussschlingen und verläuft durchweg in Gebieten mit Wald- und Strauchvegetation. Bei Flusskilometer 82 passiert der Fluss die Gemeinde Otterville. Bei Flusskilometer 76,3 überspannt die Otter Creek Bridge (auch Heritage Pony Truss Bridge) (⊙) den Fluss. Die Fachwerkbrücke wurde um das Jahr 1900 errichtet und steht heute unter Denkmalschutz. Bei Flusskilometer 58 passiert der Big Otter Creek die Kleinstadt Tillsonburg. Bei Flusskilometer 28 vollführt der Big Otter Creek einen engen Linksbogen, um auf seinen letzten 24 Kilometern in Richtung Südsüdost zu schwenken. Bei Flusskilometer 8 befindet sich am rechten Flussufer die Ortschaft Vienna. Der Big Otter Creek mündet schließlich bei Port Burwell, 30 km westlich der Halbinsel Long Point, in den Eriesee. Der Big Otter Creek nimmt zahlreiche Bäche auf, darunter den Otter Creek rechtsseitig bei Flusskilometer 92 sowie den Little Otter Creek linksseitig bei Flusskilometer 23,5. Ferner mündet der South Otter Creek einen Kilometer weiter östlich in den Eriesee.

## Hydrologie
Der Big Otter Creek entwässert ein Areal von etwa 712 km². Der mittlere Abfluss (MQ) 17 km oberhalb der Mündung nahe Calton beträgt für die Messperiode 1975/2022 9,27 m³/s. Dabei treten die größten mittleren monatlichen Abflüsse im März und im April mit Werten von 19,4 m³/s und 15,1 m³/s auf.